# Karl Vilhelm Ferdinand av Braunschweig-Wolfenbüttel
Karl Vilhelm Ferdinand av Braunschweig-Wolfenbüttel, född 9 oktober 1735, död 10 november 1806, var en tysk furste av Braunschweig-Wolfenbüttel från 1780 till 1806 samt fältmarskalk i Preussens armé.
Han avled till följd av skador i slaget vid Jena-Auerstedt.

## Biografi
Karl Vilhelm Ferdinand var son till Karl I av Braunschweig-Lüneburg och Filippa Charlotta av Preussen. Han gifte sig 1764 med prinsessan Augusta av Storbritannien, som överlevde honom. Åren 1766–1777 var Maria Antonia von Branconi hans officiella mätress. Hon efterföljdes av Luise Hertefeld.
Karl Vilhelm efterträdde 1780 sin far som furste av Braunschweig-Wolfenbüttel. Som regent utvecklade Karl Vilhelm en betydande reformverksamhet i upplysningstidens anda, om den än ofta stannade vid ansatser. Han är dock mest känd som fältherre i preussisk tjänst. Under sjuårskriget utmärkte han sig vid flera tillfällen, särskilt i slaget vid Minden. Som fältmarskalk förde han överbefälet i fälttåget mot Nederländerna 1787. Han inflytande var under lång tid mycket stort, i militära men även i politiska frågor.
År 1792 avslog Karl Vilhelm ett anbud att omorganisera den franska armén, och mottog i stället överbefälet över den österrikisk-preussiska armén mot Frankrike. Han utfärdade det ökända Braunschweig-manifestet. På grund av alltför långsam och metodisk krigföring uträttade han föga och lade 1794 ned befälet.
Motsträvigt trädde han 1806 åter i spetsen för den preussiska armén, men i slaget vid Jena-Auerstedt led hans krigföring fullständigt skeppsbrott, och han själv blev dödligt sårad.

## Barn
- Auguste Caroline Friederike Luise av Braunschweig-Wolfenbüttel (1764–1788)
- Karl Georg August av Braunschweig-Wolfenbüttel (1766–1806)
- Karoline Amelie Elisabeth av Braunschweig-Wolfenbüttel (1768–1821)
- Georg Wilhelm Christian av Braunschweig-Wolfenbüttel (1769–1811)
- August av Braunschweig-Wolfenbüttel (1770–1822)
- Friedrich Wilhelm, hertig av Braunschweig-Wolfenbüttel (1771–1815)
- Amelie Karoline Dorothea Luise av Braunschweig-Wolfenbüttel (1772–1773)